# Cryptelytrops fasciatus
Cryptelytrops fasciatus är en ormart som beskrevs av Boulenger 1896. Cryptelytrops fasciatus ingår i släktet Cryptelytrops och familjen huggormar. Inga underarter finns listade i Catalogue of Life.
Arten förekommer endemisk på ön Tanahjampea som ligger söder om Sulawesi och som tillhör Indonesien.